# Vigolo Vattaro
Vigolo Vattaro es una localidad situada en el municipio de Altopiano della Vigolana, en la provincia autónoma de Trento (Italia).

## Evolución demográfica
| Gráfica de evolución demográfica de Vigolo Vattaro entre 1861 y 2001 |
|                                                                      |
| Fuente ISTAT - elaboración gráfica de Wikipedia                      |